# Sminthuricinus deceptus
Sminthuricinus
Genre
Espèce
Sminthuricinus deceptus, unique représentant du genre Sminthuricinus, est une espèce fossile de collemboles de la famille des Sminthuridae.

## Répartition
Cette espèce a été découverte dans de l'ambre de Birmanie. Elle date du Crétacé.

## Systématique
Le nom valide complet (avec auteur) de ce taxon est Sminthuricinus deceptus Christiansen (d) & Nascimbene (d), 2006.

### Publication originale
- (en) Christiansen et Nascimbene, « Collembola (Arthropoda, Hexapoda) from the mid Cretaceous of Myanmar (Burma) », Cretaceous Research, 2006, vol. 27, p. 318-363.